# Качур, Павел Степанович
Павел Степанович Качур (укр. Павло Степанович Качур; род. 8 декабря 1953, село Сосулевка, Чортковский район, Тернопольская область) — украинский политик. Министр строительства, архитектуры и жилищно-коммунального хозяйства (2005—2006), председатель Сумской областной государственной администрации (2006—2008). Президент Ассоциации агентств регионального развития.

## Биография

### Ранние годы и образование
Павел Качур родился 8 декабря 1953 года селе Сосулевка, Чортковского района, Тернопольской области.
В 1980 году окончил факультет прикладной математики и механики Львовского государственного университета имени Ивана Франко, механик. В 1994 году окончил Институт государственного управления Кабинета Министров Украины, магистр государственного управления. Автор (соавтор) более 20 научных работ.

### Карьера
1971—1972 — слесарь Чортковского ремонтного завода.
1972—1974 — служба в армии.
1974 — слесарь Чортковского ремонтного завода; рабочий Чортковского СМУ № 14.
1974—1980 — слушатель подготовительного отделения, студент Львовского государственного университета им. И. Франко.
1980—1990 — инженер, младший научный сотрудник, научный сотрудник Физико-механического института им. Г. Карпенко АНУ, Львов.
1990—1993 — заместитель председателя Львовского горсовета народных депутатов.
1993—1994 — слушатель Института государственного управления и самоуправления при Кабинете Министров Украины.
1994—1996 — первый заместитель председателя исполкома, директор департамента экономической политики и ресурсов исполкома Львовского горсовета.
1996—1999 — заместитель исполнительного директора, 1999—2000 — заместитель исполнительного директора — руководитель центра сотрудничества городов Ассоциации городов Украины.
2000—2001 — советник премьер-министра Украины.
2001—2002 — вице-президент Всеукраинского союза общественных организаций «Ассоциация агентств регионального развития Украины».
2002—2005 — народный депутат Украины IV созыва от избирательного округа № 117, Львовская область. Член фракции «Наша Украина». Член Комитета Верховной Рады по вопросам бюджета.
С 28 сентября 2005 по 4 августа 2006 года — министр строительства, архитектуры и жилищно-коммунального хозяйства Украины в правительстве Юрия Еханурова.
С 30 октября по 26 декабря 2006 года — советник президента Украины.
С 26 декабря 2006 по 7 апреля 2008 года — председатель Сумской областной государственной администрации.
2007—2008 — входил в состав Совета национальной безопасности и обороны Украины.
2008—2010 — член Национального совета по вопросам взаимодействия органов государственной власти и органов местного самоуправления.
2008 — исполнительный директор альянса «Новая энергия Украины».
2012 — вице-президент Торгово-промышленной палаты Италии в Украине.
Автор более 20 работ по проблемам механики деформируемого твердого тела.
Президент Ассоциации агентств регионального развития Украины. Делегат Учредительного съезда НРУ.
Был членом Центрального провода Народного Руха Украины, член Политсовета НРУ (до 2005). Член Совета партии «Наша Украина» (с 2005); член президиума Совета партии «Наша Украина» (с 2006); член Совета национальной безопасности и обороны Украины (с 2007).

## Личная жизнь
Сын Роман Качур, работал на многочисленных государственных должностях, в том числе в Киевской государственной администрации во времена мэра Попова. После работы в министерстве финансов Украины, в 2016 году был направлен министром экономики Степаном Кубивым представлять Украину в Всемирном банке, где и работает по сегодняшний день.

## Звания и награды
- Государственный служащий 3-го ранга (2000)[10].
- Звание почётного гражданина Мукачево (2005)[11].
- Орден «За заслуги» III степени (2005)[12].
- Государственный служащий 1-го ранга (2006)[13].